# コープの法則
コープの法則（コープのほうそく,英:Cope's law）とは、同じ系統の進化の過程において、大きなサイズの種がより新しい時代に出現する傾向があるという法則。定向進化説の一つで、古生物学者エドワード・ドリンカー・コープによって提唱された。名前の由来も彼による。

## 概要
ゾウやウマなど、この法則が当てはまる例はいくつかある。また、無脊椎動物では、アンモナイト、サンゴ、ヒトデやウニなどにもコープの法則は成り立つ。
恐竜の進化はコープの法則の一例であると考えられていたが、後の統計的研究によって、恐竜の大腿骨の化石の大きさについて解析したところ、恐竜にはコープの法則が必ずしもあてはまるわけではないことが判明した。恐竜は種類によってはコープの法則にしたがって体が大きく進化するが、そうではない種もあることが分かった。また大きさの限界では、ブラキオサウルスのような四足歩行の恐竜では限界は見つからなかったが、ティラノサウルスのような二足歩行の動物では明確な限界点が見いだされた。これらの結果から、現代の進化学においてはコープの法則は限定的に当てはまると考えられている。